# Saurauia homotricha
Saurauia homotricha là một loài thực vật có hoa trong họ Dương đào. Loài này được A. Pool miêu tả khoa học đầu tiên năm 1998.